# 坂本椋矢
坂本 椋矢（さかもと りょうや、1993年1月21日 - ）は、日本のラグビー選手。

## プロフィール
- 大阪府出身[1]。
- ポジションはセンター(CTB)。
- 身長 174cm、体重 90kg

## 略歴
2011年、和歌山工業高卒業後、朝日大学に入学する。
2014年、朝日大学ラグビー部の主将に就任した。
2015年、天理大学卒業後、日野自動車レッドドルフィンズに加入。
2016年9月25日に行われたトップイーストリーグDiv.1第3節の秋田ノーザンブレッツ戦に途中出場で公式戦初出場を果たす。
2020年、日野レッドドルフィンズを退団した。